# جان هاج
جان هاج (انگلیسی: John Hodge؛ زادهٔ ۱۹۶۴ (۶۰–۶۱ سال)) یک فیلم‌نامه‌نویس اهل بریتانیا است.
او در سال ۱۹۹۶ برای نوشتنِ فیلمنامهٔ رگ‌یابی برای دریافتِ جایزه اسکار بهترین فیلم‌نامه اقتباسی نامزد شد ولی نتوانست آن را به دست آورد. در عوض موفق شد جایزهٔ بفتای بهترین فیلم‌نامهٔ اقتباسی را برای همین فیلم از آنِ خود کند.

## آثار ترجمه شده به فارسی
- آقای نویسنده و همکارش. جان هاج. مترجمان نازنین دیهیمی، مهدی نوری. تهران: انتشارات ماهی، ۱۳۹۵. شابک ۹۷۸-۹۶۴-۲۰۹-۲۷۶-۵